# نیروی دریایی کلمبیا
نیروی دریایی کلمبیا (به اسپانیایی: Armada Nacional de la República de Colombia‎) نیروی دریایی زیرمجموعه نیروهای نظامی کلمبیا است، که در سال ۱۸۲۳ تأسیس شد.